# Château de Campagnac (Sarlat-la-Canéda)
Ne doit pas être confondu avec Château de Campagnac (Tarn).
Le château de Campagnac est un édifice construit entre les XIVe siècle, XVIe et XIXe siècles. Il se situe à 4,7 km au nord ouest de la commune de Sarlat-la-Canéda.

## Historique
Le château a été construit par un membre de la famille Plamon. La famille Plamon est une famille bourgeoise de Sarlat-la-Canéda ayant donné de nombreux consuls à la ville dès le XIVe siècle.
En 1348, au cours de la guerre de Cent Ans, une troupe d'Anglais composée des garnisons de Bergerac, du Bugue et de Tayac ont pris le château de Campagnac, le château de Temniac et Saint-Quentin menaçant Sarlat. Le chanoine Jean Tarde écrit dans ses Chroniques mais ilz n'y firent pas un long séjour, car le séneschal de Périgord et le sieur de Ribeyrac qui en mesme jour se trouvèrent à Sarlat, assistés des habitants de la ville, y acoururent et leur firent lascher prinse.
Le 8 juillet 1347, les capitaines anglais voyant la France sans roi après la bataille de Poitiers, ne respectent pas la trêve conclue à Bordeaux ils prindrent Puymartin et La Vaissière, près Salignac, mais ils en sortirent peu de jours après, moyenent une somme d'argent qui leur fut baillée, et cela fut cause que le conseil de Sarlat fit descouvrir et mettre hors défense ces deux lieux, ensemble La Rode, Campaignac et quelques lieux voisins de la ville pour empêcher que ces voleurs ne s'y logeassent.
En 1360, Gilbert de Domme, sénéchal du Périgord pour le roi de France, seigneur de Vitrac, souhaitait gouverner la partie du Périgord entre Dordogne et Vézère. La ville de Sarlat s'opposant à ce projet s'est allié aux Anglais pour prendre la ville en montant un complot avec des membres de la famille de Donadei, bourgeois de . Ce projet ayant échoué, il se joint avec les Anglais et leur faict prendre l'esglize de Campaignac, de laquelle et du fort de Vitrac il faict faire des courses jusques aux portes de la ville. Les habitants de Sarlat font mettre une garnison à Temniac pour contrecarrer ses projets. Hélie de Salignac, évêques de Sarlat, intervient pour obtenir un accord avec Gilbert de Domme en juillet 1360. Pour obtenir la tranquillité, les consuls de Sarlat ont payé 500 florins d'or payés le 9 décembre 1361. Après la signature définitive du traité de Brétigny, le 24 octobre 1360, entre les rois de France et d'Angleterre, le comté de Périgord passe sous la suzeraine té du roi d'Angleterre. En 1361, Édouard III fait évacuer du Périgord les troupes à ma solde anglaise.
Après les Plamon, le château a été la propriété des familles Roux de Campagnac, puis d'Abzac de Campagnac au XIVe siècle.
Pendant les guerres de religion, les protestants se sont installés dans le château. En 1589, Sarlat est comme assiégée car les protestants tiennent Domme, Castelnaud, Les Milandes, Beynac, Campagnac, Fayrac, Berbiguières, Salignac, Paluel, La Garrigue, Montfort. 
En 1592, le sieur de Pelvézy, avec ses frères, a pris le château de Campagnac del Bos. Jean Roux, seigneur de Campagnac, est tué en défendant le château.
Une partie du château est vendue comme bien national le 22 floréal an II, pour 10 000 francs au citoyen Salives, habitant de Campagnac. L'autre partie du château est achetée par la famille Record, habitant à Sarlat.
En 1830, le château est acheté par le baron Pierre Stanislas Alexandre de Dampierre, attaché d'ambassade à Paris. Il a développé le domaine. Il revend le domaine en 1891 à Gabrielle Victoire van Marcke de Lummen (1853-1918), épouse du peintre Louis Watelin, pour 90 000 francs. Ils ont fait des travaux pour 50 000 francs. Ils ont habité le château à partir de 1896.
Le château est vendu en 1956 à Monsieur Arnould. À sa mort, sa veuve loue la moitié de la propriété à une institution religieuse À pour accueillir des garçons orphelins. 80 enfants sont accueillis dans les années 60, mais leur nombre diminue rapidement. Le foyer d'accueil est fermé en 1975.
Racheté par la commune en 1980 pour la somme de 1,8 million de francs car la population s'inquiète de l'établissement d'une communauté bouddhiste et des moines tibétains. Le maire de l'époque, Louis Delmon souhaite en faire un centre destiné à la vie associative. Depuis cette époque il est laissé à l'abandon, tombant en ruines, les coûts de rénovations bordant les 2 millions d'euros. Le maire, Jean-Jacques de Peretti, espère intéressé un partenaire privé. En attendant, les 40 hectares entourant le château servent de chemins de randonnée.

## Protection
La tour d'escalier avec sa voûte en berceau tournant sur le noyau du château a été inscrite au titre des monuments historiques le 5 mars 1998.